# Earlville (Nowy Jork)
Earlville – wieś w Stanach Zjednoczonych, w stanie Nowy Jork, w hrabstwie Chenango.